# Strukturanalyse (Psychiatrie)
Strukturanalyse ist ein von Karl Birnbaum zwischen 1918 und 1923 aufgestelltes Konzept, um das Entstehen von endogenen Psychosen entsprechend den Grundsätzen des Strukturalismus, der Elementenpsychologie und der Strukturpsychologie verständlich und erklärbar zu machen. Unter Struktur wird allgemein „ordentliche Zusammenfügung“, Ordnung oder auch die (unsichtbare) Anordnung der Teile eines Ganzen zueinander verstanden. In der Strukturanalyse wird darunter auch der Aufbau und das Zusammenwirken ganz bestimmter Kräfte verstanden. Dabei werden pathogenetische und pathoplastische Faktoren voneinander unterschieden, die in ein dynamisches und hierarchisches Spannungsfeld einzuordnen sind. Einzelne Faktoren bzw. Elemente sind: Alter, Geschlecht, Charakter, Milieu, Erleben, Situation, Erlebnisse u. a.

## Aufbau der Psychose
Wie genannte Faktoren bereits erkennen lassen, sind hier körperliche (bzw. somatisch bedingte) und seelische (bzw. psychogenetische) Elemente miteinander in einem Spannungsfeld verbunden (Psychophysische Korrelation). Die klassische deutsche Psychiatrie ging davon aus, dass körperlich determinierte Faktoren als hierarchisch bestimmend anzusehen sind. Diese sind kausal wirksame und daher pathogenetisch entscheidende Kräfte, die auch den gesetzmäßig fortschreitenden Krankheitsprozess bedingen. Sie stehen an der Spitze der Hierarchie und der ,klinischen Dignität‘. - ,Pathoplastische‘ Faktoren dagegen sind eher zufällig. Sie haben keinen Einfluss auf die ‚Krankheit an sich‘, auf das Wesen der Krankheit. Sie enthalten die sozialen und kulturellen Faktoren, die zwar keine letzten klinischen Gegebenheiten (Birnbaum) darstellen, aber doch einen gewissen Einfluss auf die Ausgestaltung der Symptomatik, die ,Krankheitserscheinungen‘, haben. Die Trennung zwischen ‚Krankheit an sich‘ und ‚Krankheitserscheinungen‘ ist auf die Philosophie Kants zurückzuführen (sog. Ding an sich). So können z. B. Wahninhalte als solche ‚Krankheitserscheinungen‘durch pathoplastische Faktoren bestimmt werden. Man hat daher bestimmte Wahninhalte wie Verfolgungs- und Beeinträchtigungsideen als für die Paranoia charakteristisch angesehen. Als Paradigma der Paranoia wurde der Fall des Hauptlehrers Wagner (Ernst August Wagner; 1874–1938) betrachtet. Die Dreiheit von typischen Erlebnisweisen, Charakter und Milieu wurde für die Ausgestaltung der Symptomatik in Form eines Beziehungs- und Verfolgungswahns als pathoplastisch angesehen. Erlebnisse, die auf die Auslösung solcher Symptomatik wie der „Schlüssel aufs Schloss“ passten, waren bei Wagner ethische Niederlagen und Erfahrungen der „beschämenden Insuffizienz“ (Masturbationskomplex und Konflikte bei „verspäteter Liebe alternder Mädchen“). Der spezifische Charakter bestand in einer sensitiven (empfindsamen) Persönlichkeitsstruktur, als Milieufaktor wurde die kleinstädtische und kleinbürgerliche Umgebung Wagners angesehen.

## Beurteilung
Die psychiatriegeschichtliche Bedeutung der Strukturanalyse besteht im Übergang der Auffassung von einer monokausal heredo-konstitutionellen Auslösung der Psychosen – im Sinne der Erblichkeit – zu einer sog. strukturanalytischen Betrachtungsweise. Bei dieser ist nicht eine einzige Ursache für die Auslösung und Ausprägung der endogenen Psychosen verantwortlich zu machen. Vielmehr sind bei dem polymorphen Aufbau der Psychose zahlreiche Faktoren in einem gemeinsamen Zusammenhang zu sehen (polymorph = vielgestaltig). Diese Anschauung Birnbaums wird auch als strukturanalytische Betrachtungsweise bezeichnet. Sie ist vergleichbar mit der multikonditionalen Betrachtungsweise Kretschmers. Auch wenn Ernst Kretschmer sich nicht auf die Arbeiten von Birnbaum stützen konnte, so besteht doch ein zeitgeschichtlicher Zusammenhang, geprägt durch die Strukturpsychologie, wie sie von Wilhelm Dilthey (1833–1911) entwickelt wurde. Diese kann eher als personalistische Psychologie als eine allein auf die Degenerationslehre gestützte Psychiatrie gelten. Von der Existenzphilosophie sind Zweifel an der Kantschen Unterscheidung zwischen, Wesen‘ und, Erscheinung‘ erhoben worden. Die Strukturanalyse Birnbaums unterscheidet sich vom Strukturmodell der Psyche nach Sigmund Freuds und der psychoanalytischen Lehre von den strukturellen Störungen und „strukturellen Mängeln“ im weitesten Sinne durch die Betonung psychophysiologischer Gegebenheiten (Heredität – Entwicklungspsychologie).